# Tierheim Smeura
Das Tierheim Smeura ist ein vom Verein Tierhilfe Hoffnung-Hilfe für Tiere in Not e.V. betriebenes Tierheim in der Stadt Pitești in Rumänien, etwa 120 km westnordwestlich von Bukarest. Es gilt als das größte Tierheim der Welt; dort befinden sich (Stand 2019) etwa sechstausend Hunde.
Der Verein Tierhilfe Hoffnung-Hilfe für Tiere in Not e.V. wurde im Jahr 1998 von der Österreicherin Ute Langenkamp gegründet. Das Tierheim gründete Langenkamp nach der Jahrtausendwende angesichts von Massentötungen von Hunden in Rumänien. Es entstand auf dem Gelände einer ehemaligen Fuchspelzfarm. Später erwarb der Verein das Areal.
Das Tierheim wird geleitet von Matthias Schmidt und hat 80 Mitarbeiter.
Alle erwachsenen Hunde, die in das Tierheim gebracht werden, werden dort umgehend kastriert. Das Tierheim bemüht sich um eine Vermittlung der Tiere ins In- oder Ausland. Ziel wäre es jedoch, die Zahl der Straßenhunde auf andere Weise zu verringern. Dafür setzt sich der Verein für konsequent durchgeführte Kastrations-Aktionen ein, gefolgt von einer Wiederaussetzung der kastrierten, gesunden Tiere an ihre angestammten Plätze. Jedoch findet eine solche Vorgehensweise wenig Unterstützung seitens der rumänischen Politik.
Das Tierheim war zwar ursprünglich für Straßenhunde gedacht, hinzu kamen allerdings nach Angaben von Tierheimleiter Schmidt auch 250 Katzen (Stand 2018).
Täglich wird eine Futtermenge von zweieinhalb Tonnen Trockenfutter verfüttert, das hauptsächlich aus Deutschland stammt.
Der Verein vermittelt nicht direkt an Privatpersonen im Ausland, sondern über lokale Tierschutzvereine, die wiederum die Tiere vermitteln.
Das Tierheim finanziert sich fast ausschließlich durch Spendengelder deutscher Tierfreunde ohne öffentliche Fördermittel oder Zuschüsse.